# Relieve invertido
La acción prolongada de la erosión en las cadenas montañosas y en los macizos antiguos ocasiona lo que se denomina en Geomorfología (y también en Geología y en Ciencias de la Tierra), una inversión del relieve proceso en el que, a través de un largo período, se origina un desgaste mayor y más acelerado de las partes que originalmente estaban más elevadas y, por el contrario, una erosión mucho menor y más lenta en las zonas que en un principio estaban más bajas.

## Cordilleras y montañas de plegamiento

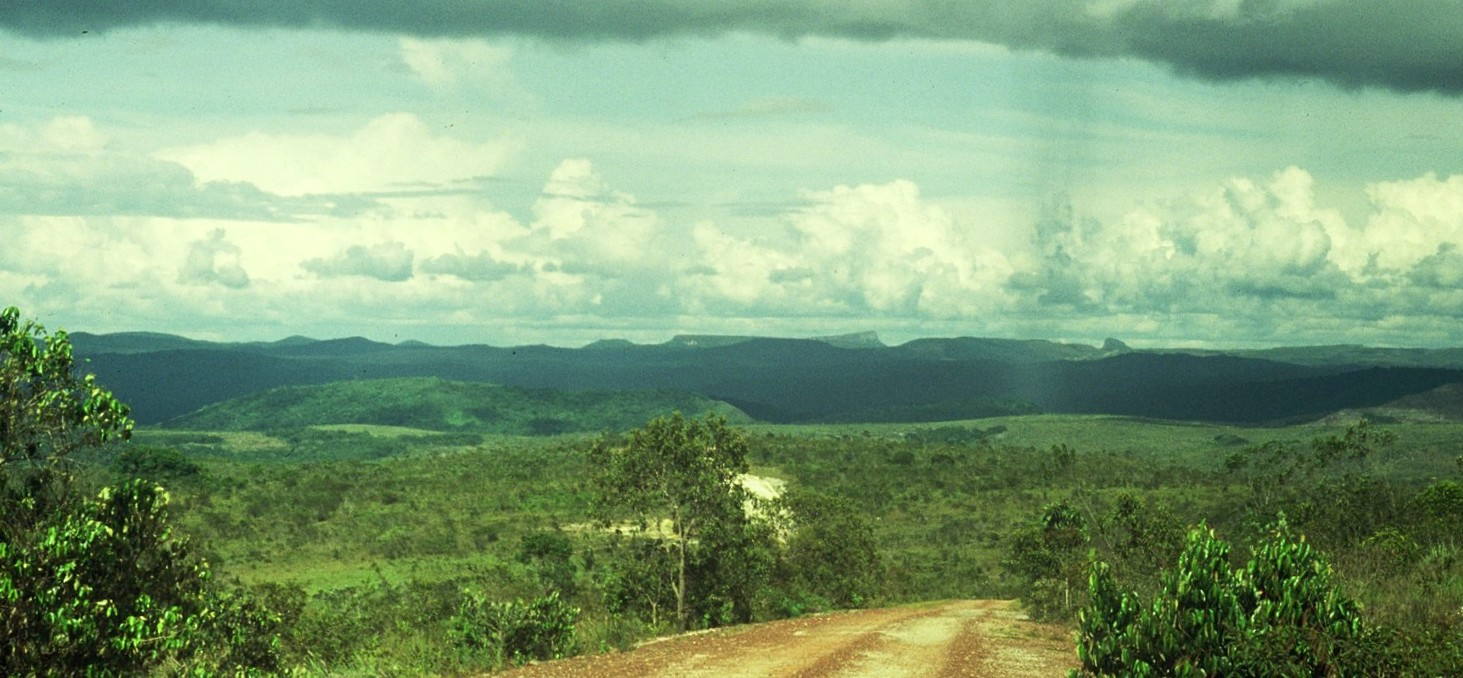
Panorama de La Gran Sabana, al sur del Estado Bolívar, en Venezuela. Puede verse la silueta de la meseta del Peraitepuy, con un anticlinorio a la izquierda, formado por varias crestas de los estratos más resistentes, con pequeñas depresiones intermedias en los estratos más débiles, un sinclinal suspendido con la parte cóncava en el centro formando una meseta y con los flancos formados por estratos buzando hacia el centro, y se continua a la derecha con un anticlinal vaciado del que sólo quedan restos de los flancos.

Las fuerzas internas de la corteza terrestre dan origen a levantamientos y hundimientos del relieve a lo largo de cadenas montañosas plegadas (Cordilleras) o de depresiones tectónicas y cuencas sedimentarias. En las montañas o cordilleras de plegamiento puede observarse la formación de anticlinales, que son las partes más elevadas del plegamiento y sinclinales, que son las partes cóncavas o más deprimidas. Así pues, los plegamientos del relieve vienen a ser ondulaciones de la superficie terrestre producidas por las fuerzas internas, que son las que suelen "construir" el relieve, es decir, las que producen el levantamiento de las masas rocosas de la corteza terrestre. 

### Anticlinales y sinclinales
Las cordilleras suelen originarse por el levantamiento de una zona de estratos o capas de rocas sedimentarias que se abomban produciendo anticlinales sucesivos intercalados por las zonas deprimidas o sinclinales. Los anticlinales son atacados desde el primer momento por la erosión al quedar más elevados y fracturados por el mismo levantamiento. En cambio, en los sinclinales suelen depositarse sedimentos procedentes de las partes más elevadas del relieve, con lo que estos sedimentos vienen a constituir una capa protectora que retarda el proceso de erosión. Al pasar mucho tiempo, los anticlinales quedan rebajados o vaciados por la erosión formando lo que se conoce como valle anticlinal o anticlinal vaciado, mientras que los sinclinales quedan suspendidos a mayor altura (sinclinal suspendido o sinclinal colgado). En la imagen del Peraitepuy puede verse una síntesis de varias formas del relieve invertido: un sinclinal suspendido que forma un típico tepuy, un anticlinal vaciado por la erosión en el que se conservan los restos de sus flancos (en el centro de la foto, por detrás de una tenue cortina de lluvia) y hacia la izquierda, crestas simétricamente espaciadas que corresponden a estratos más resistentes a la erosión con el corte de las cuestas también hacia la izquierda, lo que indica la presencia del flanco de un anticlinal completamente erosionado, una forma típica del relieve apalachano constituida por crestas de rocas resistentes que forman cuestas intercaladas, a su vez, por valles ubicados en estratos de rocas menos resistentes. Puede decirse que el relieve apalachano, común en los Apalaches y en otras partes del mundo, constituye una forma de relieve no tan antigua como el relieve invertido propiamente dicho.

### Los tepuyes
Un tepuy es un ejemplo muy claro de sinclinal suspendido. Suelen tener los bordes más elevados en forma de cuestas  con paredes casi verticales, cortadas nítidamente por la erosión regresiva y que dejan en el centro un relieve de mesetas cóncavas y elevadas debido al vaciado de los anticlinales que se encontraban originalmente a mayor altura entre los actuales tepuyes.

## Fallas y depresiones tectónicas
Las zonas de fallas también pueden dar origen a un fenómeno de inversión del relieve similar al que ocurre en las montañas de plegamientos antiguos. Para ello es necesario que el estrato superior sea algo más resistente y que se encuentre sobrepuesto a capas de rocas menos consolidades que pueden ser rebajadas por la erosión rápidamente. Cuando se produce una falla o línea de fallas en una zona determinada (por ejemplo, cuando se produce una falla normal), la parte levantada es erosionada primero y con mayor facilidad hasta que la erosión alcanza los estratos más débiles que resultan vaciados hasta llegar a un nivel inferior que el que tenía el bloque que no se había levantado. Los bloques que forman las fallas pueden desplazarse bruscamente entre sí durante los terremotos pero, por lo general, su movimiento relativo suele ser más lento y progresivo.